# Laucha an der Unstrut
Laucha an der Unstrut város Németországban, azon belül Szász-Anhalt tartományban. Lakosainak száma 2768 fő (2023. december 31.). Laucha an der Unstrut Freyburg, Bad Bibra, Karsdorf, Gleina és Balgstädt községekkel határos.

## Fekvése
Freyburgtól északnyugatra fekvő település. A városhoz tartozik Burgscheiden, Dorndorf, Kirchscheiden, Plößnitz és Tröbsdorf.

## Története
Nevét 1124-ben említette először oklevél, de ezen a helyen valószínű, hogy már a 7. században szlávok éltek.
Laucha 1815-ig a wettini, később szász freyburgi járáshoz tartozott. A bécsi kongresszus döntései a Porosz Királyság része lett.
A település lakossága századokon át mezőgazdasággal és szőlőműveléssel foglalkozott, majd később elterjedt a takácsmesterség is.

## Nevezetességek
- Városfal - Laucha legfőbb látványosságának számít a 15. századból való, nagyrészt épségben fennmaradt városfala, melynek máig megcsodálhatók kapui, tornya, rondellái, bástyasétányai.
- Glockenmuseum - Az épületben harangöntés folyamatát, a harangok különböző formáit szemlélhetjük meg.

## Galéria

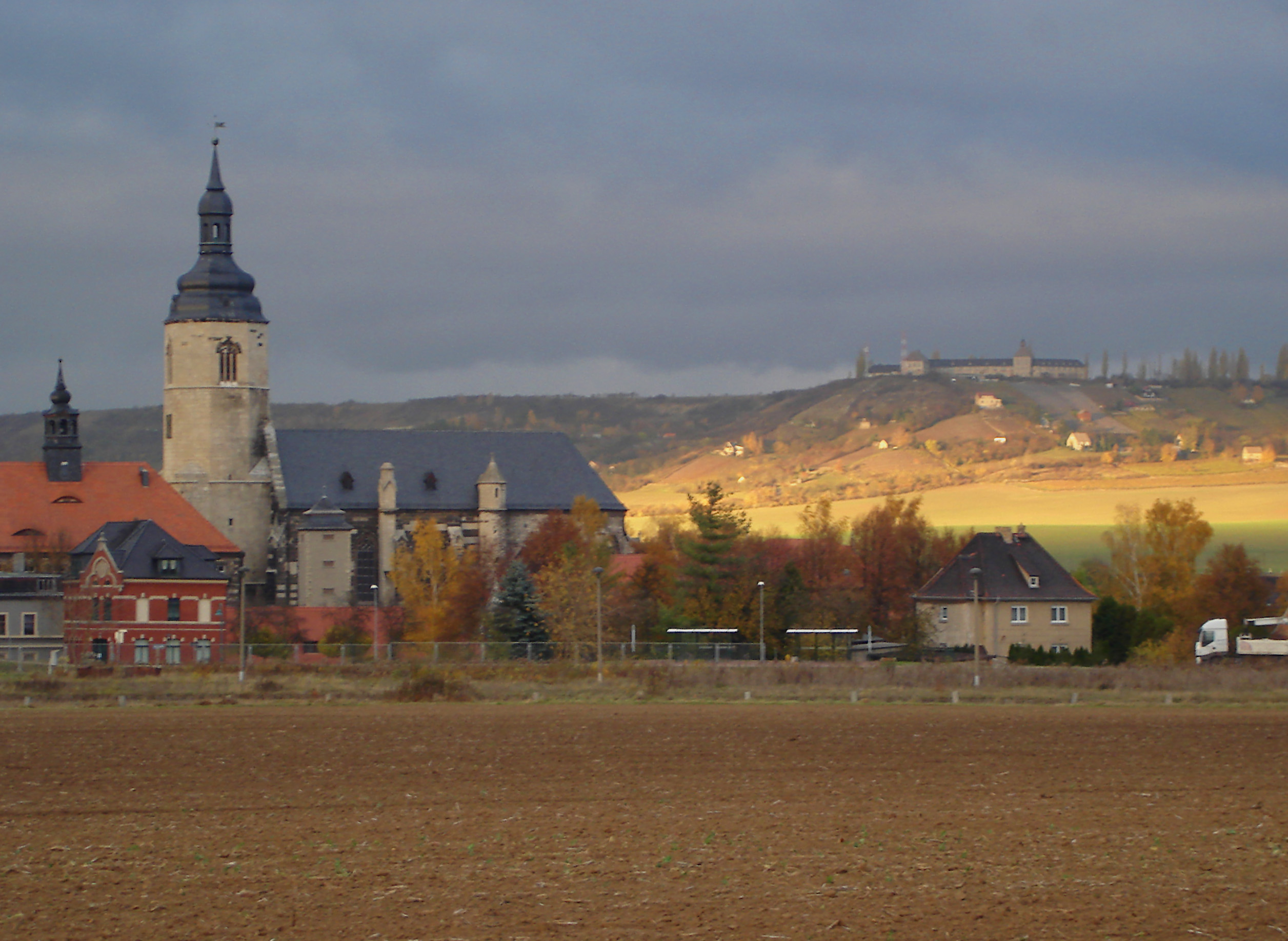
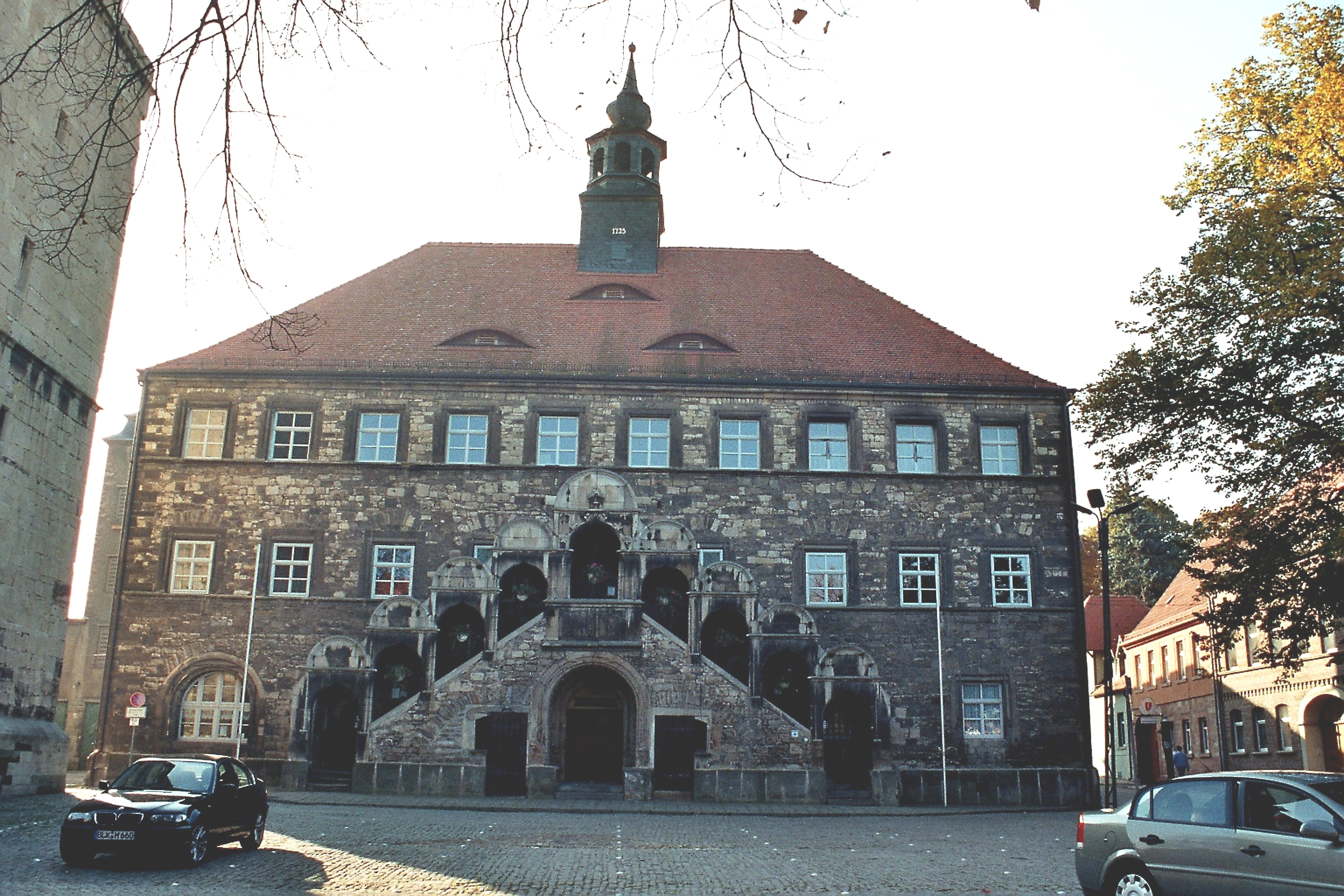
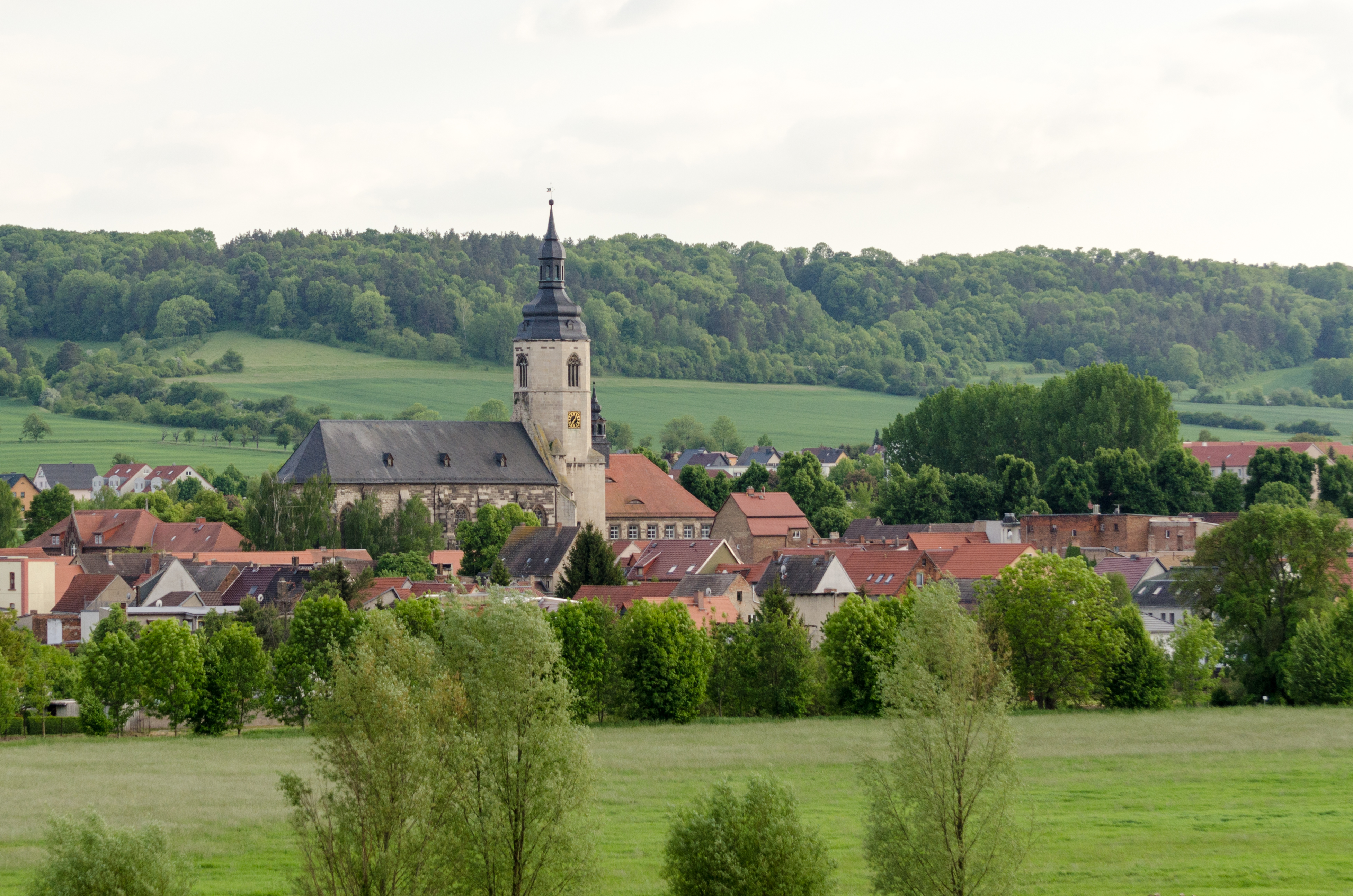
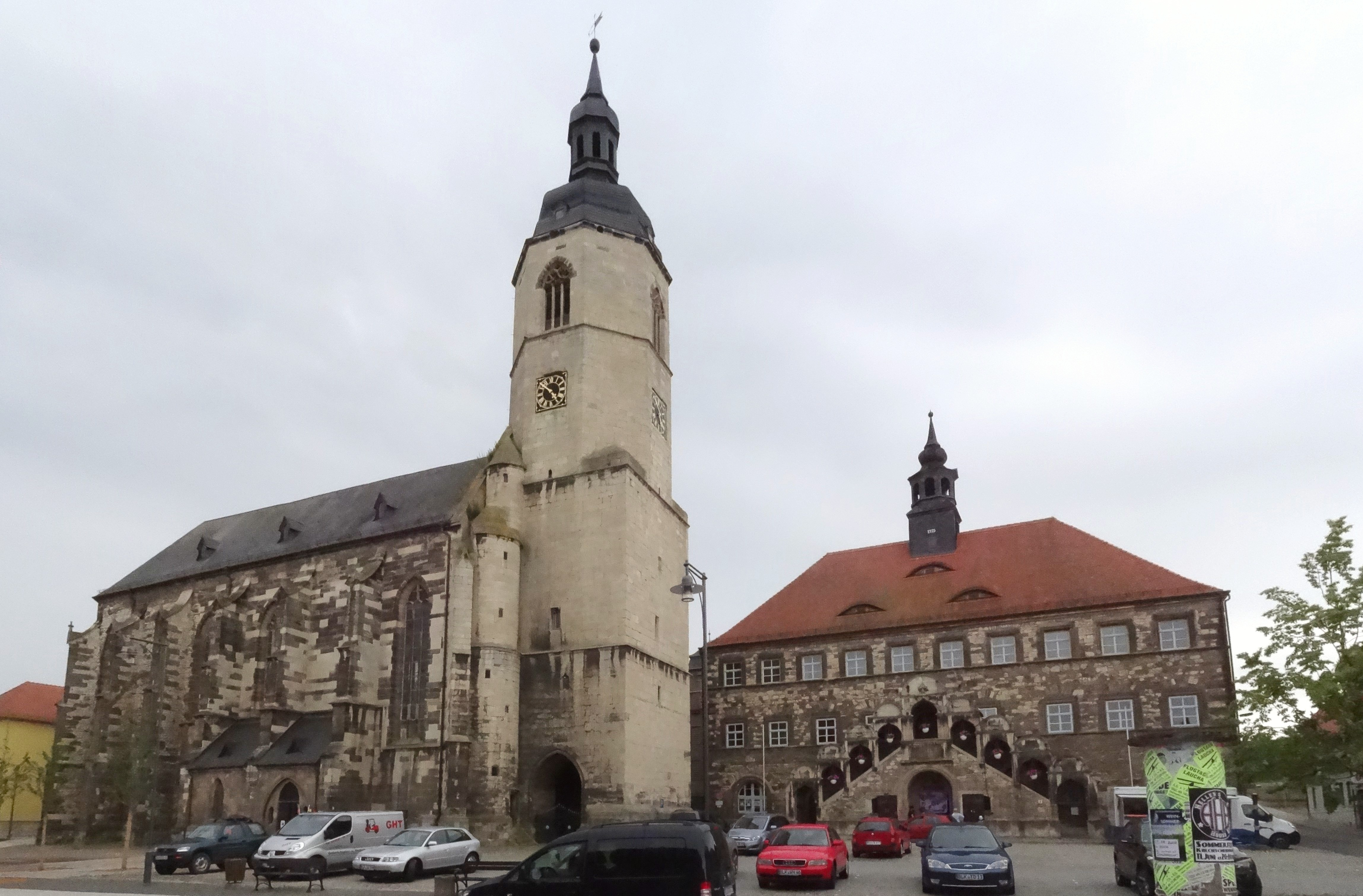
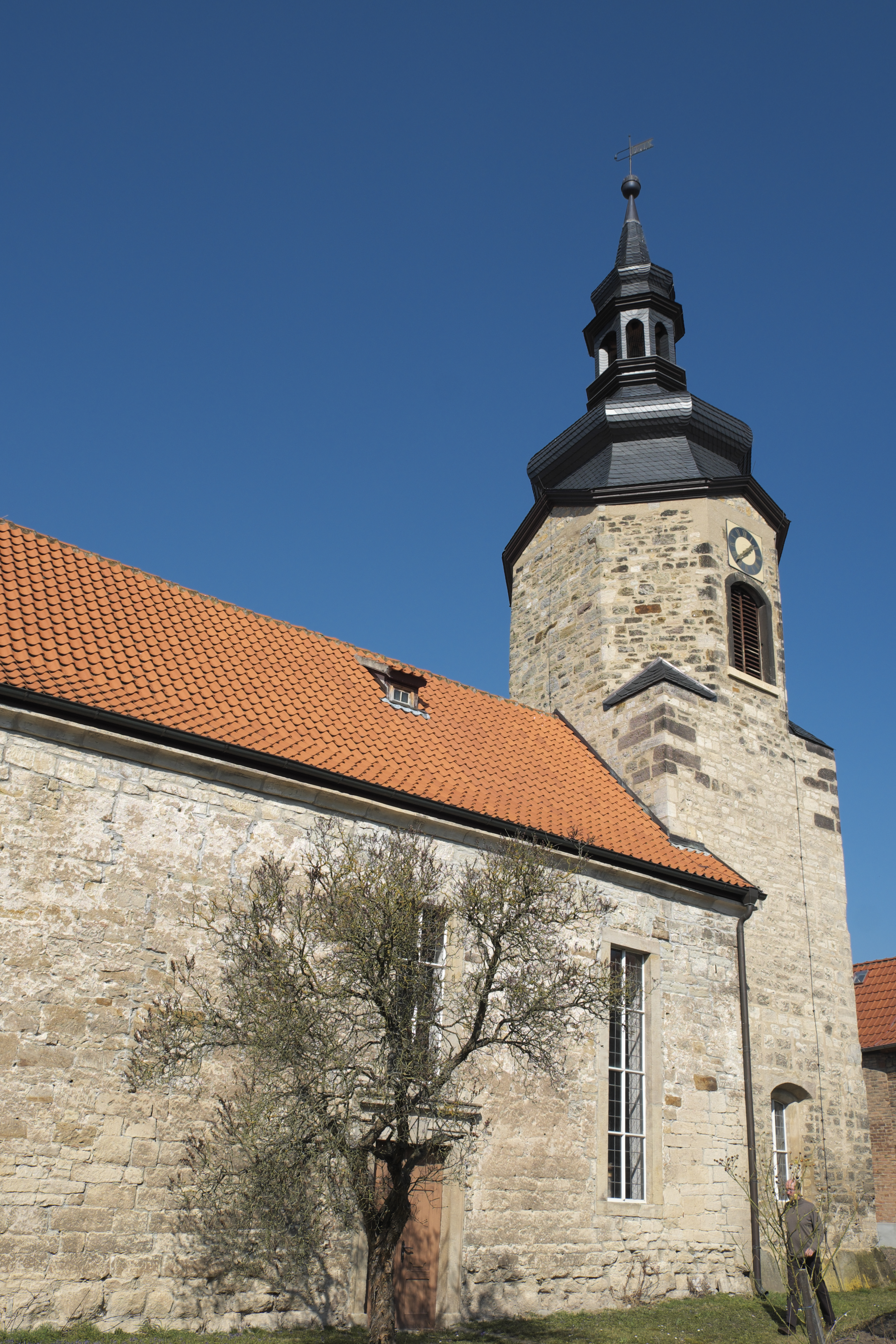
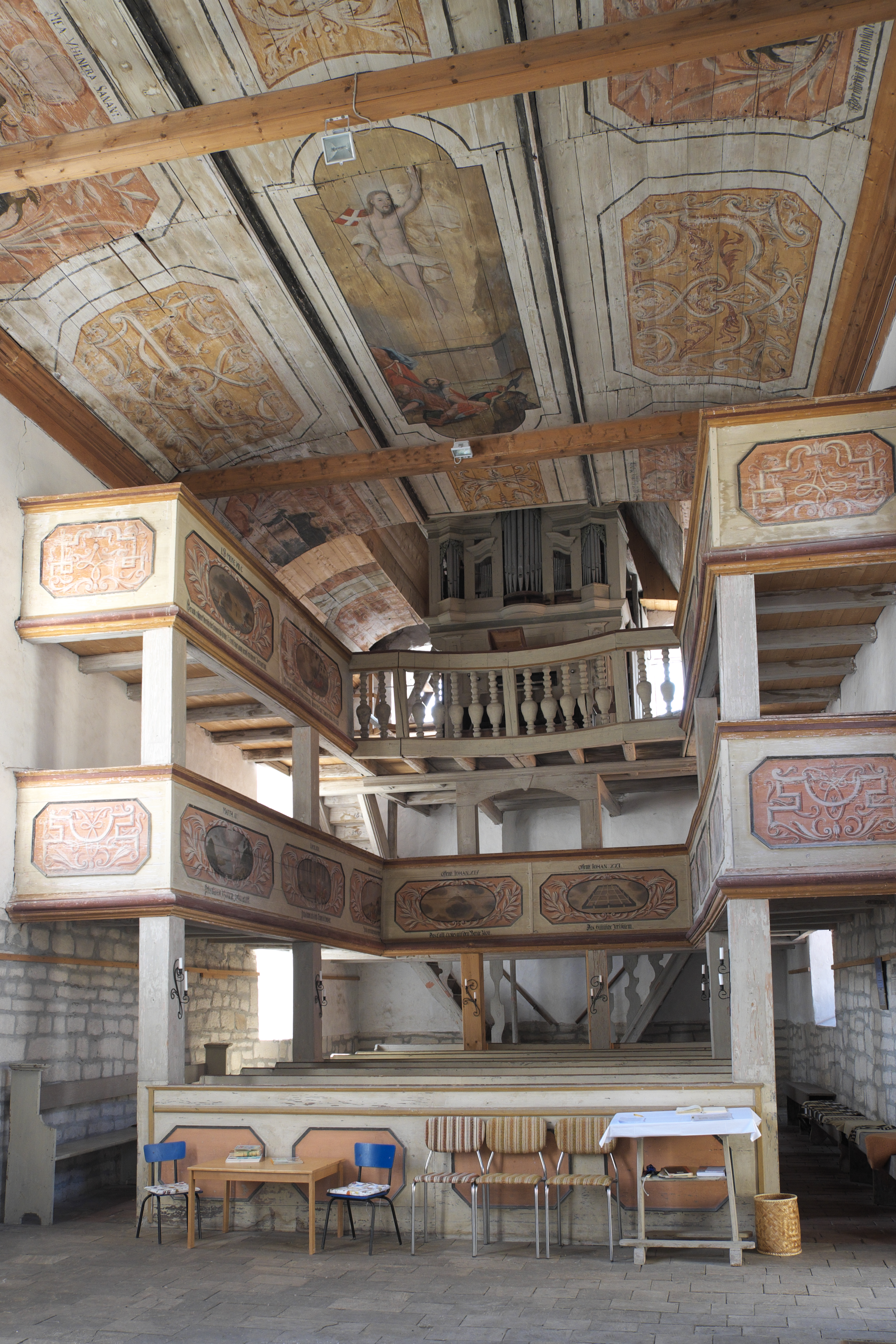
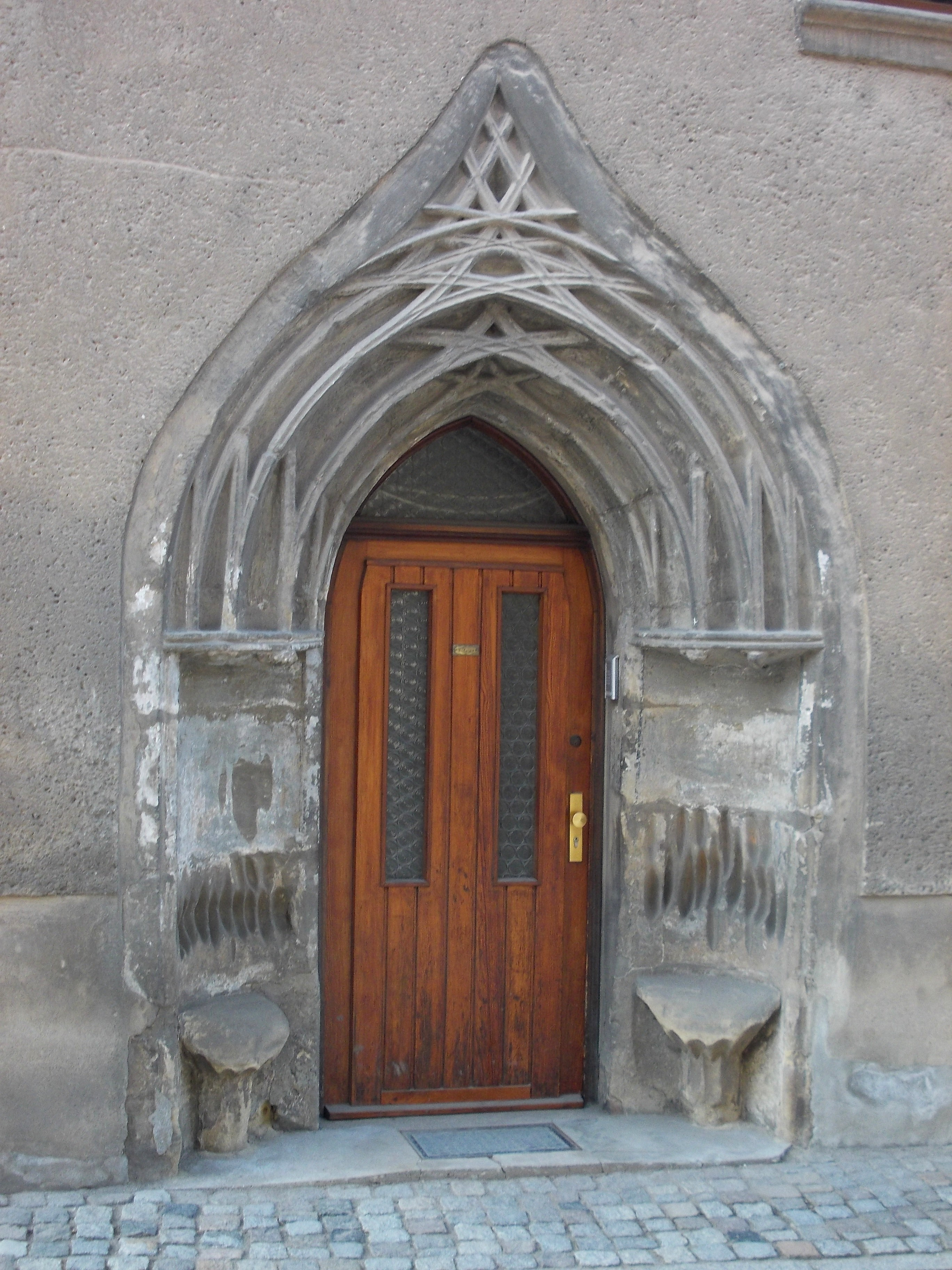
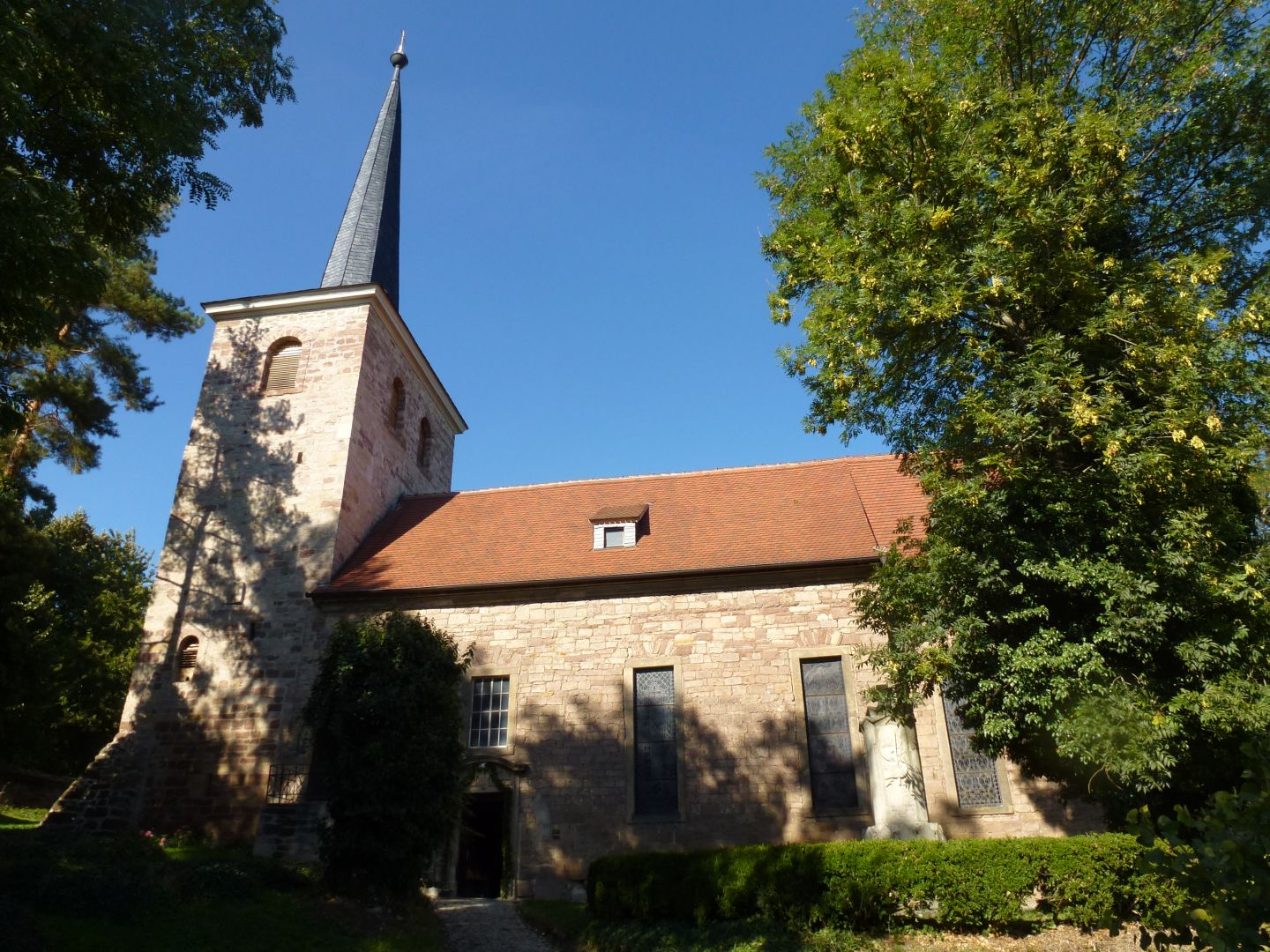
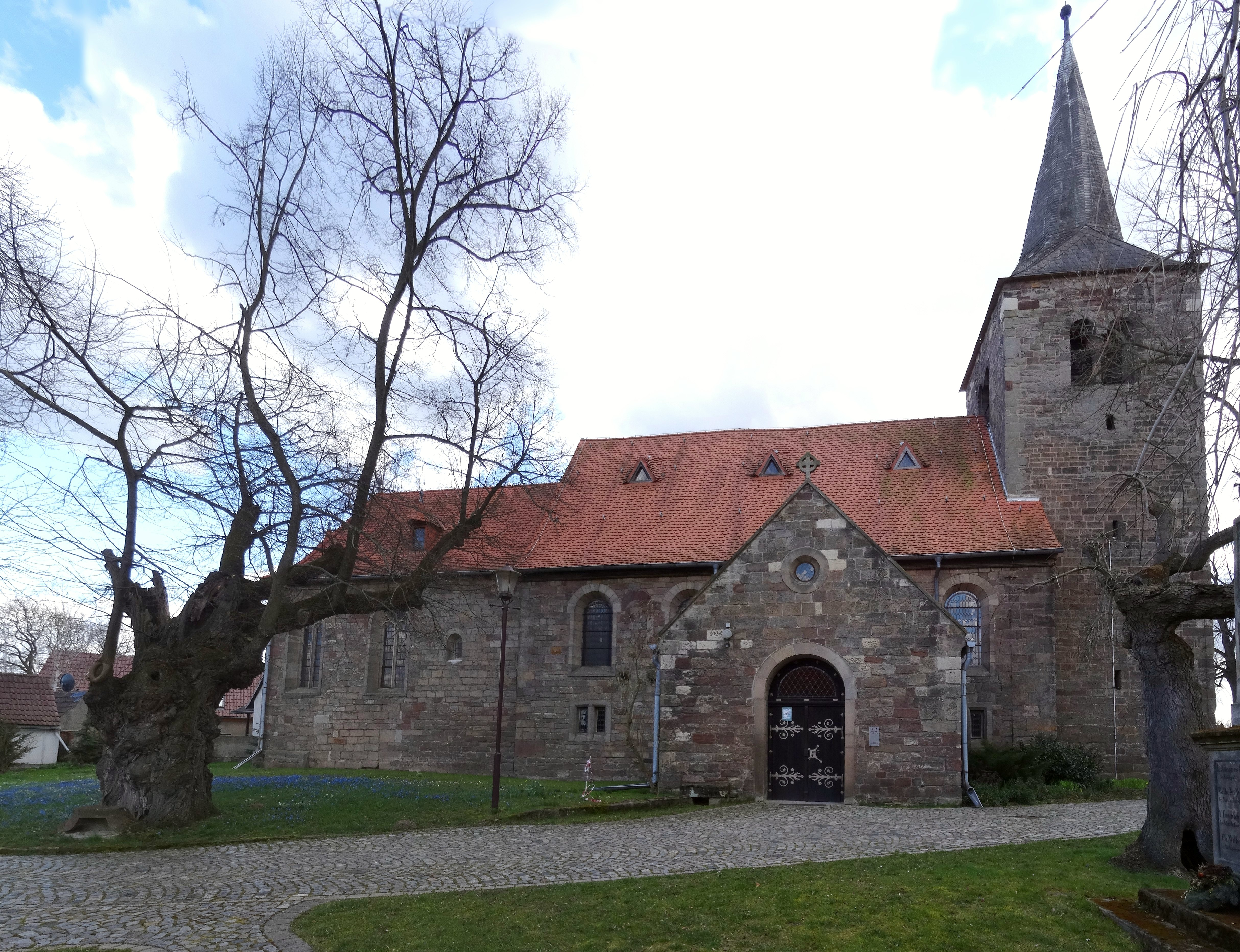
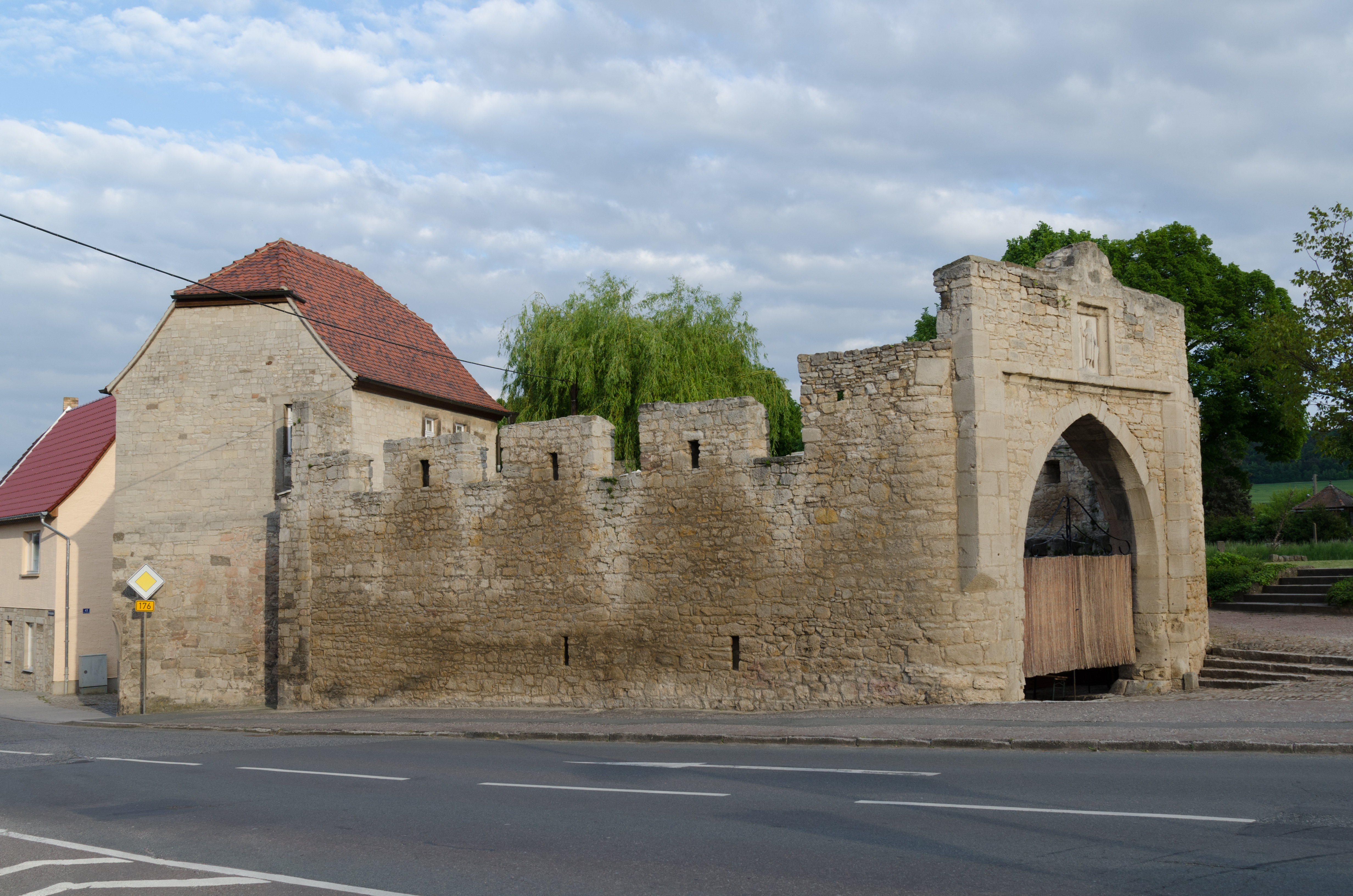
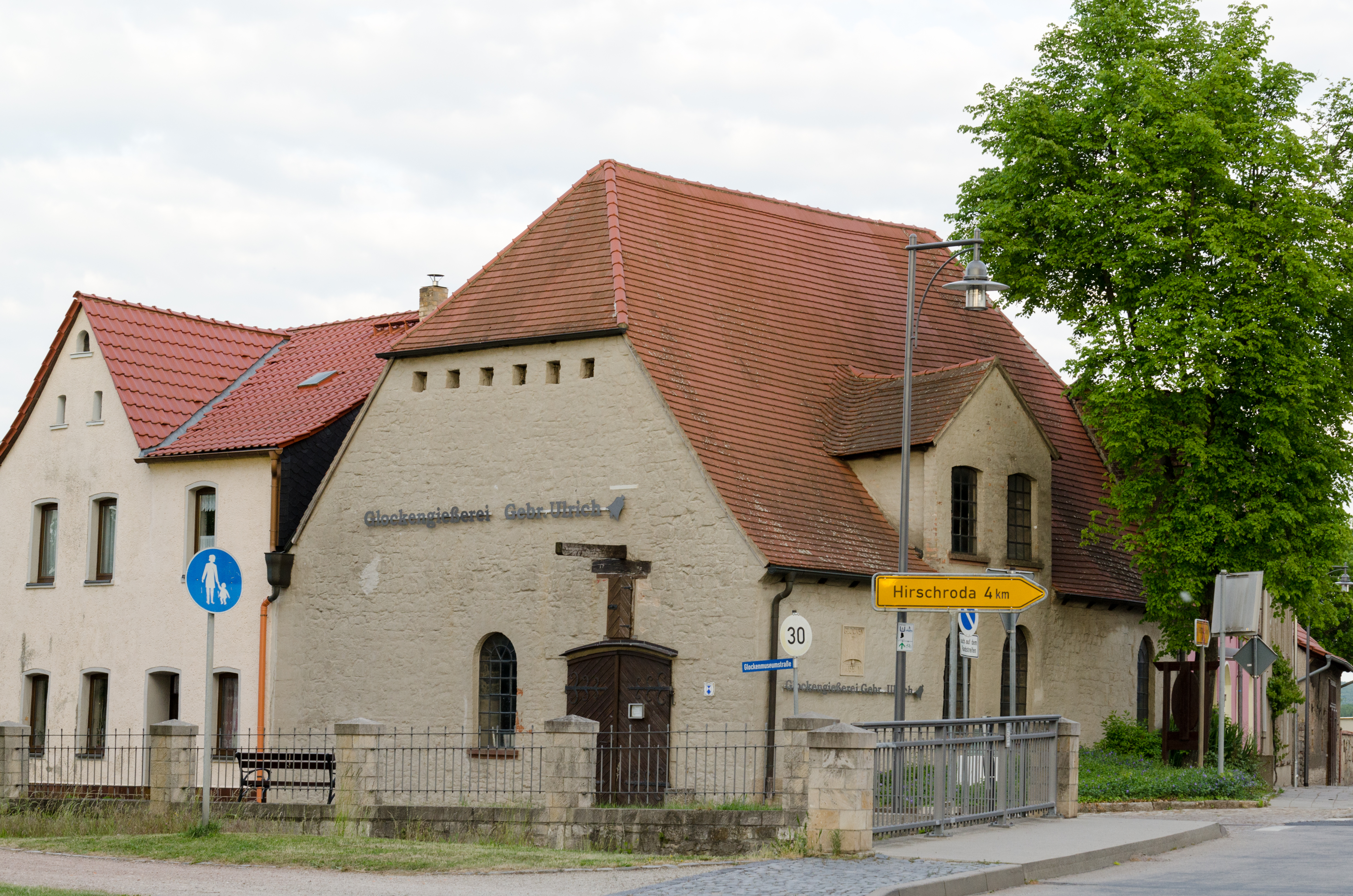
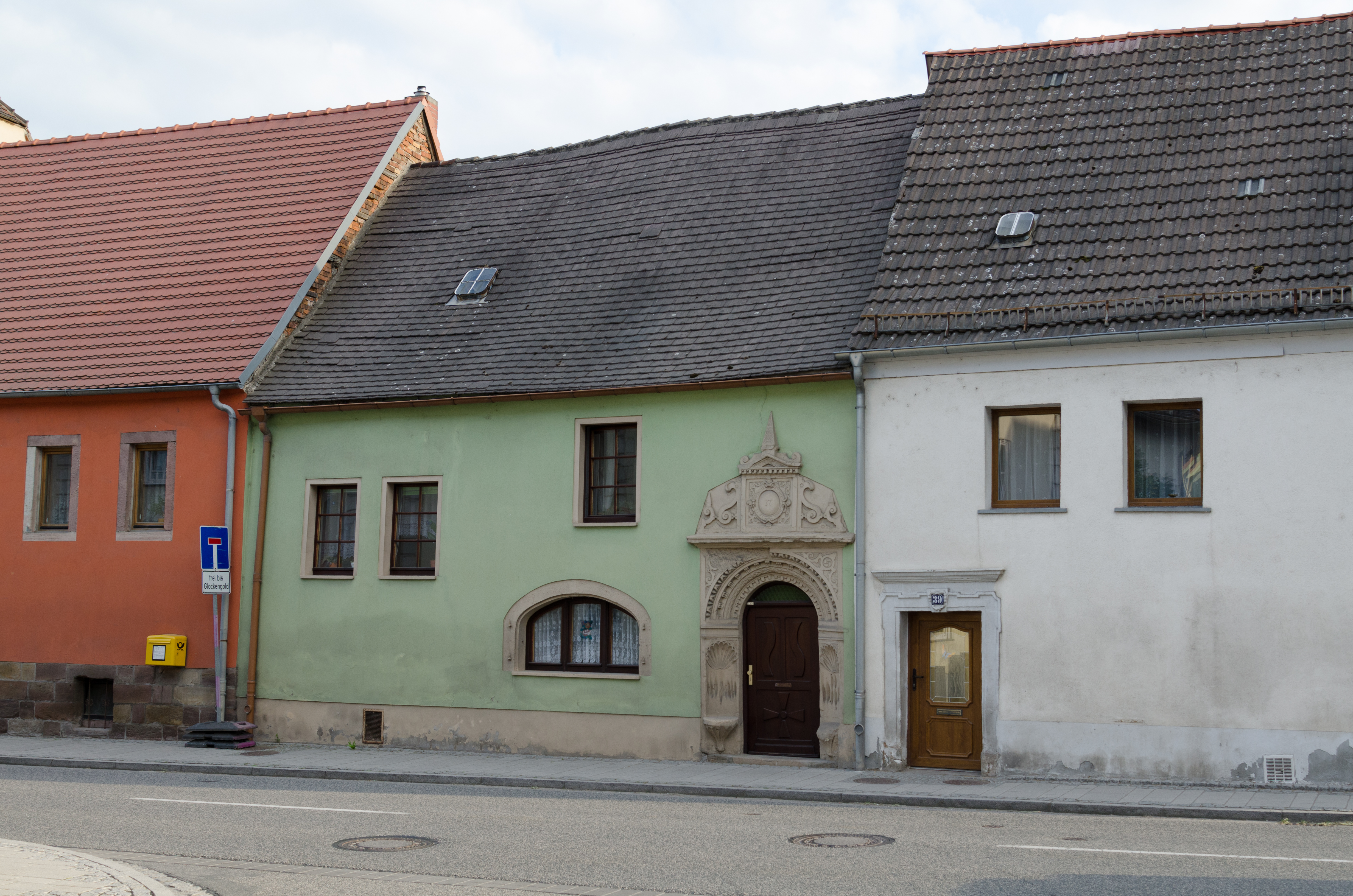
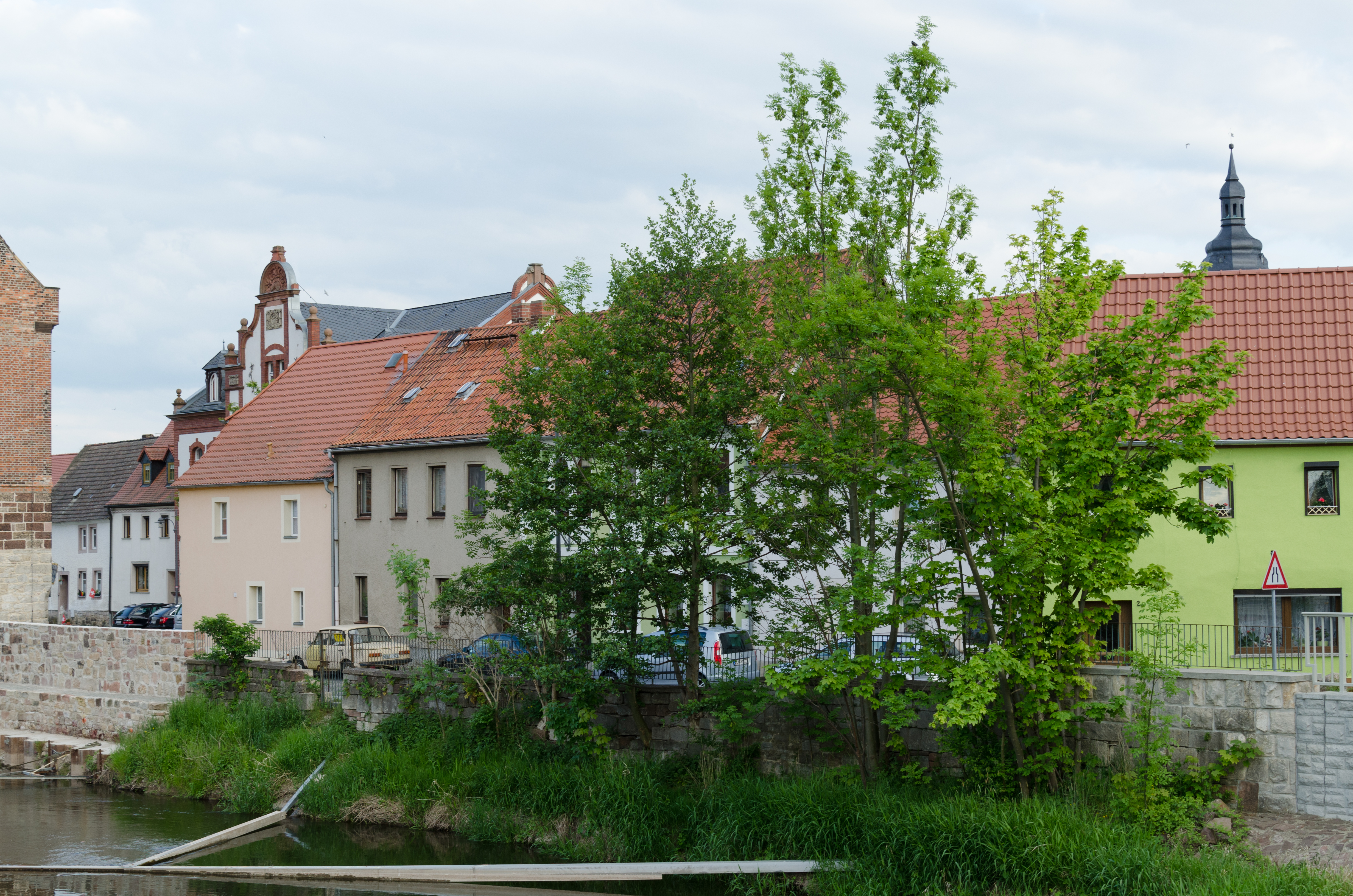
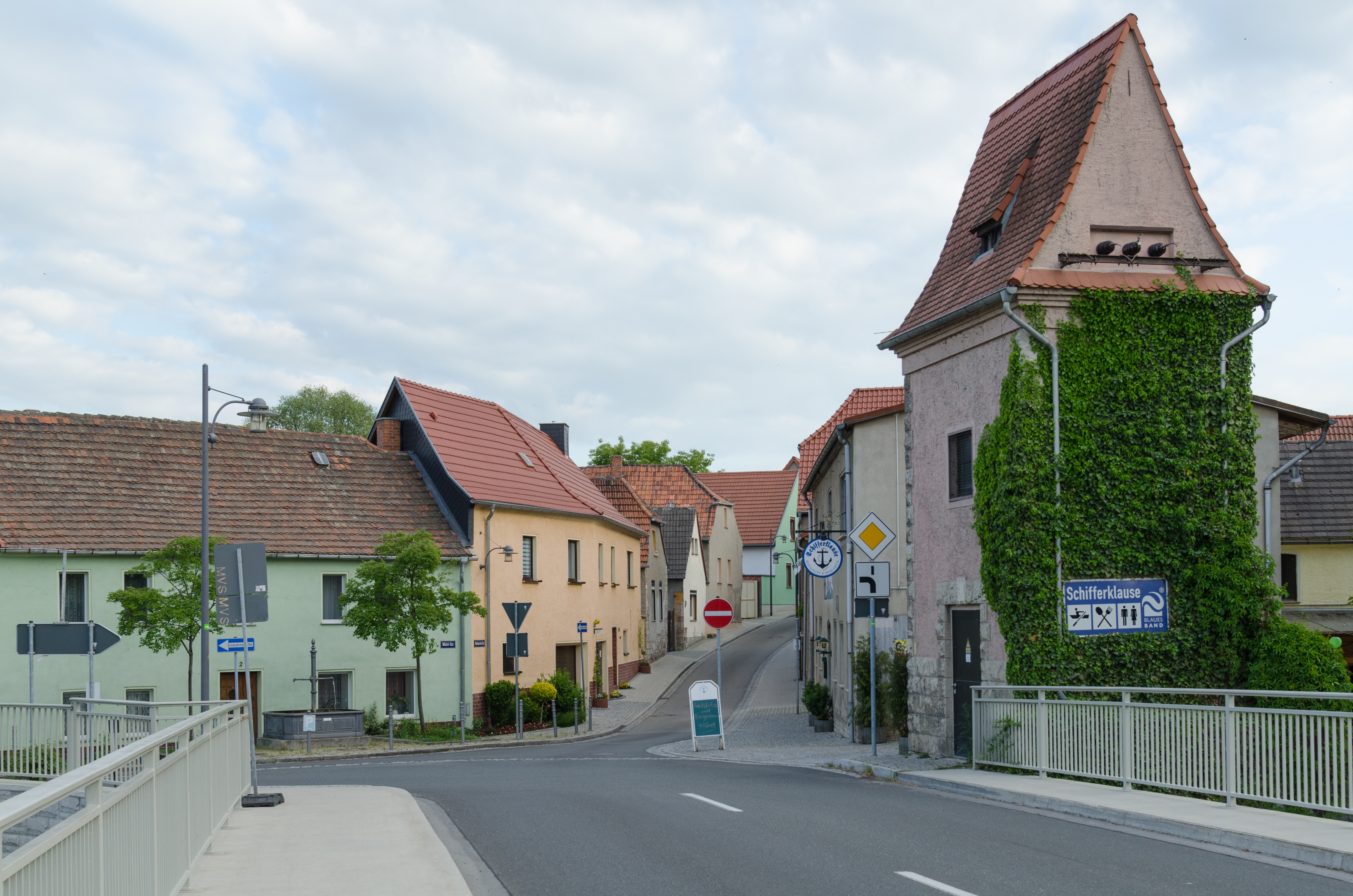

## Itt születtek
- Kirchscheidungen: Friedrich Thiersch (1784–1860), filológus
- Laucha: Max Weber (1922–2007), német atléta, gyalogló, olimpikon

## Népesség
A település népességének változása:
| Lakosok száma | 2969 | 2882 | 2845 | 2790 | 2798 | 2768 |
|               | 2015 | 2017 | 2019 | 2021 | 2022 | 2023 |